# Carla Cassola
Carla Cassola (Taormina, 15 de diciembre de 1947 - 24 de julio de 2022) fue una actriz italiana de cine, teatro y televisión.

## Carrera
Nacida en Taormina, Messina, antes de iniciar una carrera en la actuación estudió música. Activa en teatro, cine y televisión, enseñó actuación en varios institutos. Cassola también se desempeñó como actriz de voz y ganó el premio Silver Ribbon por su doblaje de Tilda Swinton en la película Orlando. La artista también compuso música para producciones de teatro.
Falleció el 24 de julio de 2022.

## Filmografía seleccionada
- Da uomo a uomo (1967)
- The Howl (1970)
- The House of Clocks (1989)
- Demonia (1990)
- Captain America (1990)
- The Devil's Daughter (1991)
- Dove siete? Io sono qui (1993)
- Once a Year, Every Year (1994)
- The Butterfly's Dream (1994)
- Giovani e belli (1996)